# Maya Hawke
Maya Ray Thurman Hawke (New York, 1998. július 8. –) amerikai színésznő, énekes-dalszerző, Uma Thurman és Ethan Hawke lánya.
Karrierjét modellkedéssel kezdte, színészként 2017-ben debütált a BBC Little Women című minisorozatában, mely a Kisasszonyok című regény egyik feldolgozása. Robin Buckley megformálásával szerzett hírnevet a Stranger Things című sorozatban, 2019 óta. Filmszereplései közé tartozik a Volt egyszer egy Hollywood (2019), A félelem utcája 1. rész: 1994 (2021) és a Bosszúra készen (2022).
Zenészként két albuma jelent meg, Blush (2020) és Moss (2022) címmel.

## Filmográfia

### Film
| Év   | Magyar cím                     | Eredeti cím                   | Szerep            | Magyar hang       |
| ---- | ------------------------------ | ----------------------------- | ----------------- | ----------------- |
| 2018 |                                | Ladyworld                     | Romy              |                   |
| 2019 | Volt egyszer egy Hollywood     | Once Upon a Time in Hollywood | "Virággyermek"    | Lovas Emília      |
| 2019 |                                | Human Capital                 | Shannon Hagel     |                   |
| 2019 |                                | As They Slept                 | Margaret          |                   |
| 2019 |                                | Memory Xperiment: Kathy Acker | Kathy Acker       |                   |
| 2020 |                                | Mainstream                    | Frankie           |                   |
| 2021 |                                | Italian Studies               | Erin              |                   |
| 2021 | A félelem utcája 1. rész: 1994 | Fear Street Part One: 1994    | Heather Watkins   | Mórocz Adrienn    |
| 2022 |                                | Bay of Cadiz                  | nő                |                   |
| 2022 | Bosszúra készen                | Do Revenge                    | Eleanor Levetan   | Andrusko Marcella |
| 2023 | Asteroid City                  | Asteroid City                 | June Douglas      | Mórocz Adrienn    |
| 2023 | Maestro                        | Maestro                       | Jamie Bernstein   | Nagy Katica       |
| 2023 | Vadmacska                      | Wildcat                       | Flannery O’Connor | Sodró Eliza       |
| 2023 | Gyilkos a galériában           | The Kill Room                 | Grace             | Stern Hanna       |
| 2024 | Agymanók 2.                    | Inside Out 2                  | Feszkó (hangja)   | Kanyó Kata        |

### Televízió
| Év    | Magyar cím                      | Eredeti cím                         | Szerep         | Megjegyzések                                                |
| ----- | ------------------------------- | ----------------------------------- | -------------- | ----------------------------------------------------------- |
| 2017  | Kisasszonyok                    | Little Women                        | Jo March       | - BBC minisorozat - magyar hangja: - Tamási Nikolett        |
| 2018  |                                 | Orchard House: Home of Little Women | önmaga         | dokumentumfilm                                              |
| 2019– | Stranger Things                 | Stranger Things                     | Robin Buckley  | - főszereplő (3. évadtől) - magyar hangja: - Mórocz Adrienn |
| 2020  |                                 | The Good Lord Bird                  | Annie Brown    | minisorozat                                                 |
| 2022  | Az utolsó filmcsillagok         | The Last Movie Stars                | önmaga         | dokumentumsorozat                                           |
| 2023– | Holdlány és Ördögi Dinoszaurusz | Moon Girl and Devil Dinosaur        | Abyss (hangja) |                                                             |

## Fordítás
- Ez a szócikk részben vagy egészben  a   Maya Hawke című angol Wikipédia-szócikk fordításán alapul.  Az eredeti cikk szerkesztőit annak laptörténete sorolja fel. Ez a jelzés csupán a megfogalmazás eredetét és a szerzői jogokat jelzi, nem szolgál a cikkben szereplő információk forrásmegjelöléseként.